# Monfaucon (Dordogne)
Monfaucon is een gemeente in het Franse departement Dordogne (regio Nouvelle-Aquitaine) en telt 257 inwoners (2004). De plaats maakt deel uit van het arrondissement Bergerac.

## Geografie
De oppervlakte van Monfaucon bedraagt 25,9 km², de bevolkingsdichtheid is 9,9 inwoners per km².
De onderstaande kaart toont de ligging van Monfaucon (Dordogne) met de belangrijkste infrastructuur en aangrenzende gemeenten.

## Demografie
Onderstaande figuur toont het verloop van het inwonertal (bron: INSEE-tellingen).